# Radosław Zmitrowicz
Radosław Zmitrowicz OMI (ur. 2 września 1962 w Gdańsku) – polski duchowny katolicki, od 2013 biskup pomocniczy diecezji kamienieckiej.

## Życiorys

### Prezbiterat i życie zakonne
W 1981 wstąpił do nowicjatu Misjonarzy Oblatów. Święcenia kapłańskie otrzymał 17 czerwca 1989 z rąk biskupa Stanisława Napierały. Przez kilka lat pracował w Poznaniu oraz w niższym seminarium oblackim w Markowicach. W latach 1997–2000 przebywał w Turkmenistanie, a w kolejnych latach pracował duszpastersko na Ukrainie. W 2006 został przełożonym zakonnej delegatury.

### Episkopat
29 listopada 2012 Benedykt XVI mianował go biskupem pomocniczym diecezji kamienieckiej, ze stolicą tytularną Gypsaria. Sakry udzielił mu 9 lutego 2013 biskup Leon Dubrawski.
Jego publikowane wypowiedzi dotyczą wielu poważnych problemów, np. macierzyństwa surogacyjnego i potrzeby modlitwy za naród rosyjski.